# Trieste (provins)
Provinsen Trieste (it. Provincia di Trieste) er en provins i regionen Friuli-Venezia Giulia i det nordlige Italien. Provinsen er landets mindste og består af 6 kommuner. Trieste er provinsens hovedby.

## Geografi
Provinsen er landets østligste område som grænser til Slovenien, Gorizia og Adriaterhavet. Kystlængden er på 48,1 km og det højeste punktet er Monte Lanaro (545 meter over havet) på grænsen mod Slovenien

## Kommuner
- Duino-Aurisina
- Monrupino
- Muggia
- San Dorligo della Valle
- Sgonico
- Trieste

45°36′N 13°48′Ø / 45.6°N 13.8°Ø